# Kungsfasan
Kungsfasan (Syrmaticus reevesii) är en hönsfågel i familjen fasanfåglar. Den är ursprungligen endemisk för Kina, men en frilevande population har också etablerats i Frankrike och Tjeckien. Den naturliga populationen är liten och fragmenterad, så pass att den är upptagen på IUCN:s röda lista för hotade arter, i kategorin sårbar (VU).

## Utseende och läte

### Utseende
Kungsfasanen är en stor och brunspräcklig fasan som är lätt att känna igen på hanens extremt långa stjärt som mäter hela 1,5 meter. Vidare har den vitt huvud med ett svart band från näbben till nacken samt en vit fläck under ögat. Honan är förutom den mycket kortare stjärten jämnstor med hanen (75 centimeter i kroppslängd) och anspråkslöst tecknad i brunt med svart krona, gulbrunt ansikte och gråbrun bandad stjärt.

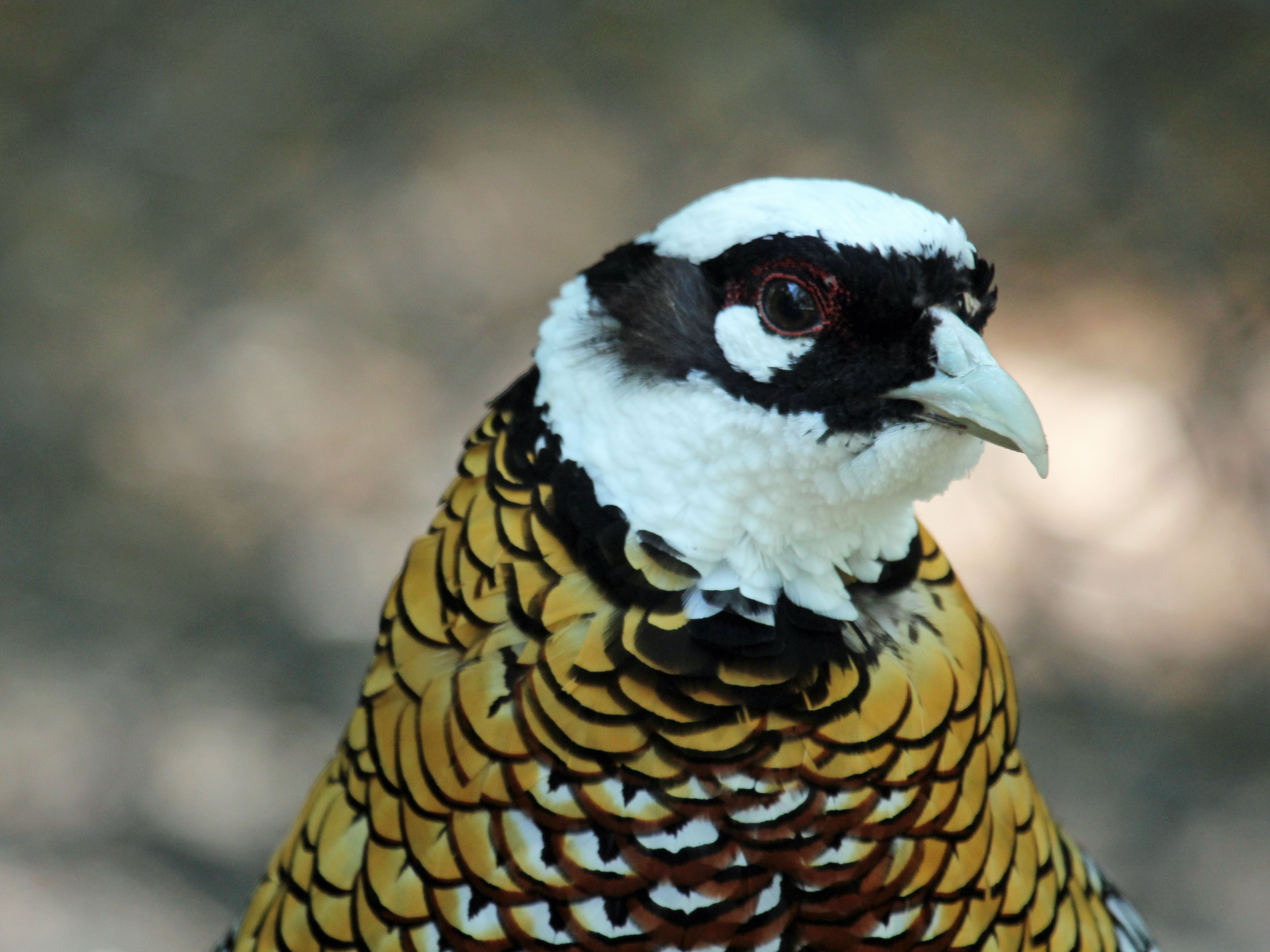
Närbild på hanens huvud.

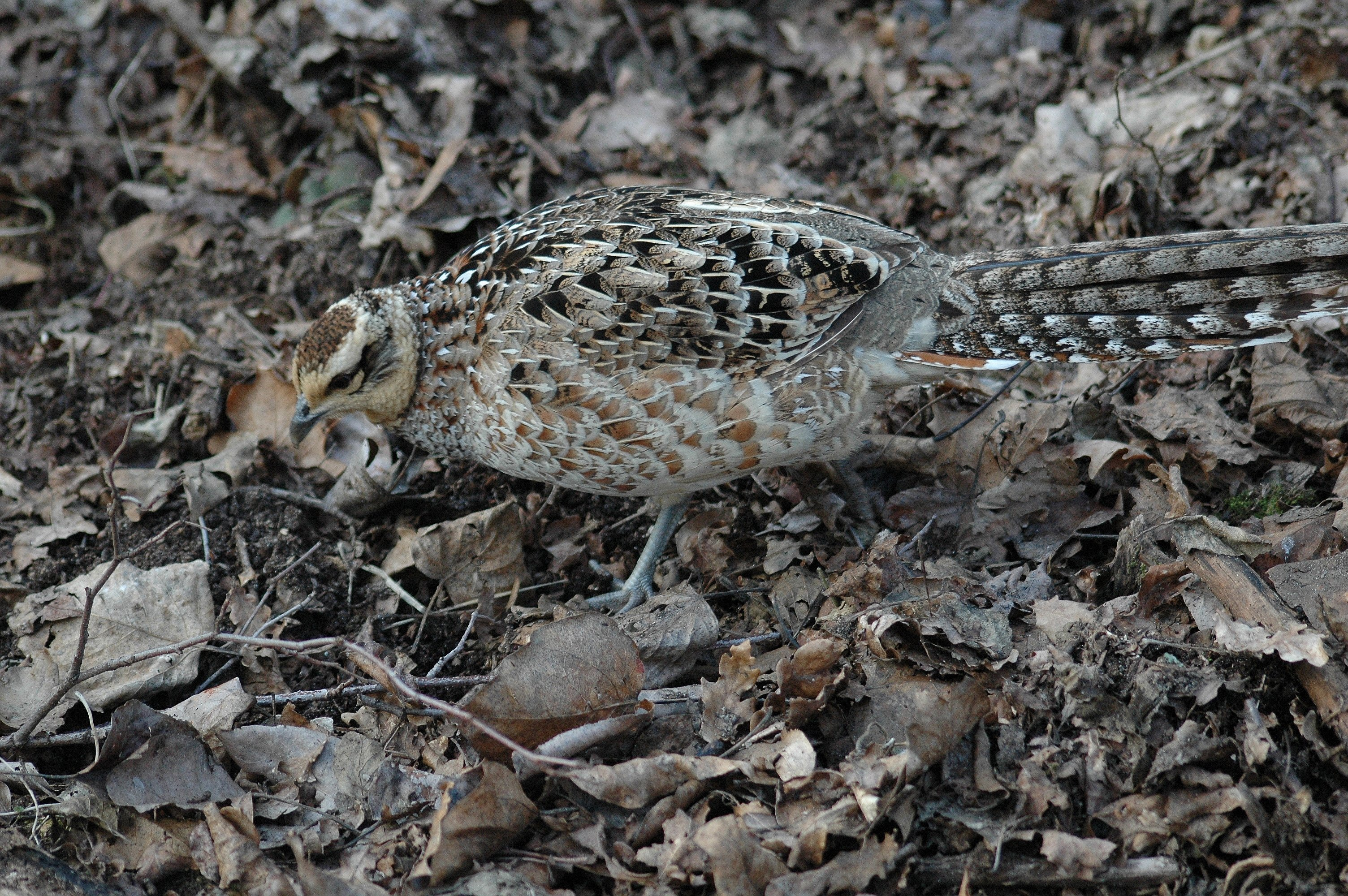
Hona.

### Läte
Under häckningssäsongen avger hanen olika ljusa trumpetande och tjirpande läten och slår liksom fasanen sina vingar, ljud som kan höras ganska långt. Kontaktljud mellan individer i flock är mjuka "pu pu pu".

## Systematik och utbredning

### Systematik
Kungsfasanen beskrevs taxonomiskt av John Edward Gray 1829. Fågelns vetenskapliga artnamn hedrar John Reeves (1774–1856), engelsk teinspektör vid Brittiska Ostindiska Kompaniet i Kina 1812–1831 tillika naturforskare och samlare av specimen. Den behandlas som monotypisk, det vill säga att den inte delas in i några underarter.

### Utbredning
Arten förekommer i låglänta lövskogar i nordliga centrala Kina. En förvildad frilevande population förekommer även i Frankrike och i Tjeckien (norra och centrala Mähren). Ett antal förvildade individer förekommer även i södra Sverige där den första observationen gjordes 2015.

## Ekologi
Kungsfasanen påträffas i olika typer av skogsmiljöer i ett område där nordöstra Kinas tempererade skogstyp möter södra Kinas subtropiska skogar. Den ses huvudsakligen i ekskogar, oftast med tätt lövverk och sparsamt med undervegetation, men förekommer även i barrskog och buskmarker. Arten verkar även använda sig av intilliggande jordbruksmark.
Fågeln lägger ägg från slutet av mars och framåt. Honan ruvar ensam äggen.

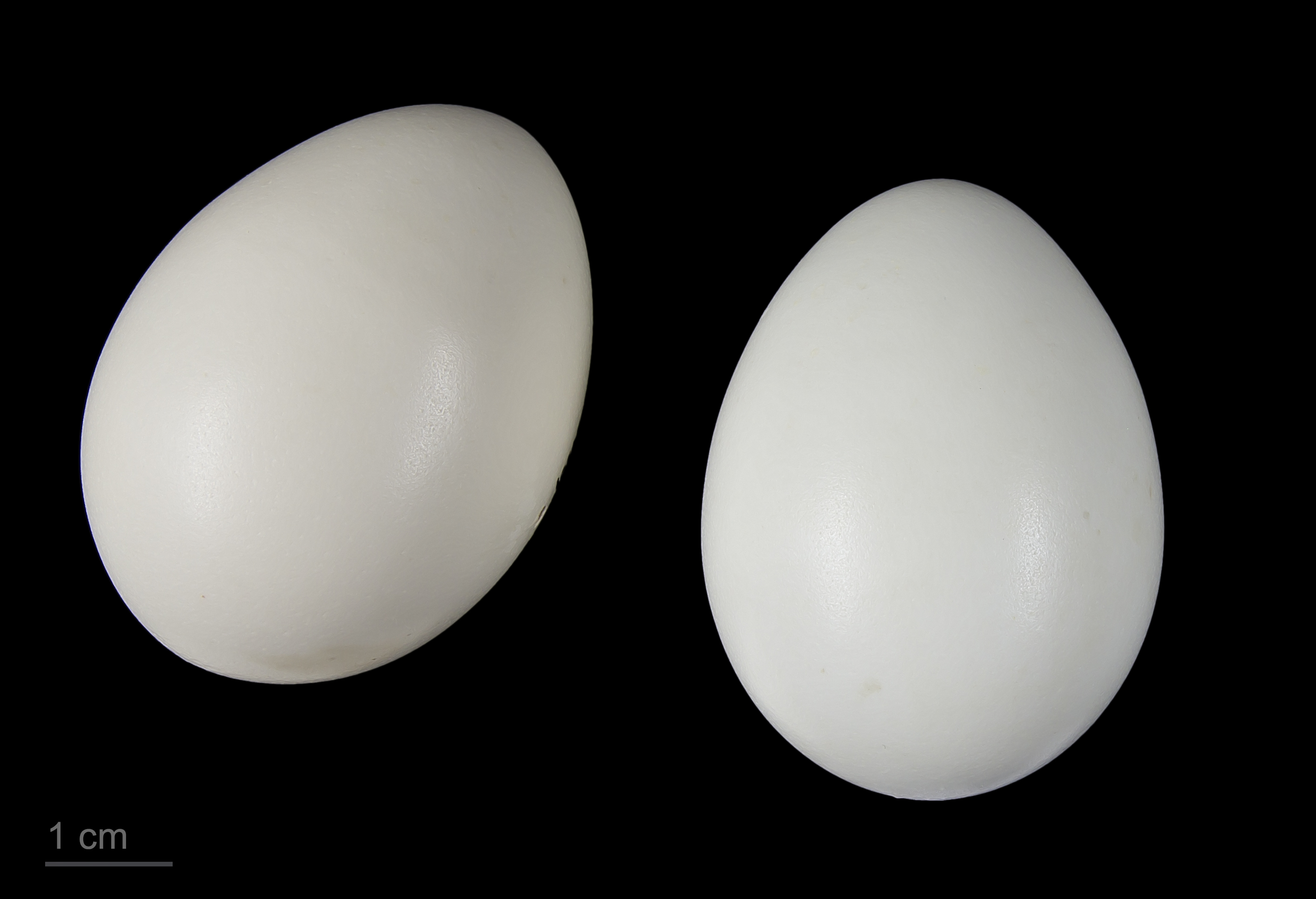
Ägg av kungsfasan.

## Status och hot
Internationella naturvårdsunionen IUCN kategoriserar arten som sårbar (VU). Den har en liten fragmentiserad population som minskar på grund av habitatförlust och jakt. Världspopulationen uppskattas till mellan 3000 och 5000 individer, men den kan vara mer talrik. Den förvildade populationen kategoriseras på vissa håll som invasiv eftersom den är en konkurrenskraftig och starkt revirhävdande fågel som kan utgöra ett hot mot andra  fågelpopulationer.